# Кузнецов, Виктор Александрович (пловец)
Ви́ктор Алекса́ндрович Кузнецо́в (21 мая 1961, г. Ленинград) — советский пловец на спине, призёр Олимпийских игр.

## Спортивная карьера
Двукратный серебряный призёр Олимпийских игр в Москве в плавании на 100 м на спине и комбинированной эстафете 4×100 м. Тренеры ― Л. Г. Фридланд, И. М. Кошкин.
Чемпион и бронзовый призёр чемпионата Европы по плаванию 1981 года.
Обладатель Кубка Европы (1979).
20-кратный чемпион СССР (1977—1983).
После завершения спортивной карьеры окончил ГДОИФК им. П. Ф. Лесгафта, работал тренером юношеской сборной России по плаванию.
Был директором СДЮШОР по ВВС «Экран» (г. Санкт-Петербург).
С 2021 года директор «Училища олимпийского резерва № 1» (г. Санкт-Петербург).

## Личная жизнь
От первого брака двое детей. Вторая жена — пловчиха Елена Дендеберова. От неё — сын и дочь Александра (род. 2006), также пловчиха.